# Rajiv van La Parra
Rajiv van La Parra (* 4. června 1991, Rotterdam, Nizozemsko) je nizozemský fotbalový záložník a mládežnický reprezentant surinamského původu, který hraje v anglickém klubu Wolverhampton Wanderers.
Je nevlastním bratrem fotbalistů Georginia a Giliana Wijnalduma, křestní jméno má podle zavražděného indického politika Rádžíva Gándhího.

## Klubová kariéra
Odchovanec rotterdamského Feyenoordu v létě 2008 podepsal smlouvu s francouzským klubem SM Caen. V srpnu 2011 se upsal nizozemskému SC Heerenveen. V červnu 2014 mu vypršel kontrakt, nový nechtěl podepsat a dal přednost přestupu do anglického klubu Wolverhamptonu Wanderers.

## Reprezentační kariéra
Rajiv van La Parra byl členem nizozemských mládežnických výběrů. Zúčastnil se Mistrovství Evropy hráčů do 17 let 2008 v Turecku, kde mladí Nizozemci prohráli v semifinále se Španělskem 1:2 po prodloužení.
Poté nastoupil i za reprezentaci U19 a U21.